# Cosmosoma hector
Cosmosoma hector là một loài bướm đêm thuộc phân họ Arctiinae, họ Erebidae.